# Darkness Descends
Darkness Descends es el segundo álbum de estudio de la banda estadounidense de thrash metal, Dark Angel.
Es considerado uno de los mejores álbumes de thrash metal de estilo violento y contundente, o álbumes over-the-top junto con Pleasure to Kill de Kreator, Eternal Nightmare de Vio-lence y Reign in Blood de Slayer.
El álbum fue lanzado el 17 de noviembre de 1986 en formato vinilo de 12.

## Canciones incluidas en el álbum
| Lado A                        | Lado B                                  |
| ----------------------------- | --------------------------------------- |
| 1. Darkness Descends 05:53    | 5. Death is Certain (Life is Not) 04:18 |
| 2. The Burning of Sodom 03:18 | 6. Black Prophecies 08:34               |
| 3. Hunger of the Undead 04:19 | 7. Perish in Flames 04:42               |
| 4. Merciless Death 04:08      |                                         |